# 23. prosinec
23. prosinec je 357. den roku podle gregoriánského kalendáře (358. v přestupném roce). Do konce roku zbývá 8 dní.

## Události

### Česko
- 1466 – Český král Jiří z Poděbrad byl papežem Pavlem II. na dálku prohlášen za kacíře a formálně sesazen, i přes uvalenou klatbu však fakticky zůstal u moci až do své smrti v roce 1471.
- 1953 – Československá rozvědka unesla z rakouského exilu bývalého předsedu sociálních demokratů Bohumila Laušmana.
- 1989 – Sametová revoluce: Ve 13.36 ministři zahraničních věcí Jiří Diestbier za ČSSR a Hans-Dietrich Genscher za SRN společně symbolicky přestřihli ostnatý drát hraničních zátarasů v oblasti bývalé osady Hraničky, poblíž hraničního přechodu Rozvadov–Waidhaus.
- 2004 – Na železniční trati Praha–Děčín byl zahájen zkušební provoz elektrické jednotky 680, tzv. Pendolina.
- 2011 – V Praze se konal Pohřeb Václava Havla (zemřel 18. prosince).

### Svět

Oscar Peterson († 2007

- 1888 – V důsledku záchvatu duševní poruchy si nizozemský malíř Vincent van Gogh odřezal kus levého ucha a dal ho prostitutce.
- 1923 – Byl založen Federální rezervní systém
- 1947 – V Bellových laboratořích byl poprvé předveden tranzistor, vynalezený Johnem Bardeenem, Walterem Brattainem a Williamem Shockleym.
- 1953 – Byl popraven Berija Lavrentij Pavlovič.
- 1990 – Referendum o nezávislosti a samostatnosti Slovinska schválilo možnost oddělení Slovinska od SFRJ.

## Narození

### Česko

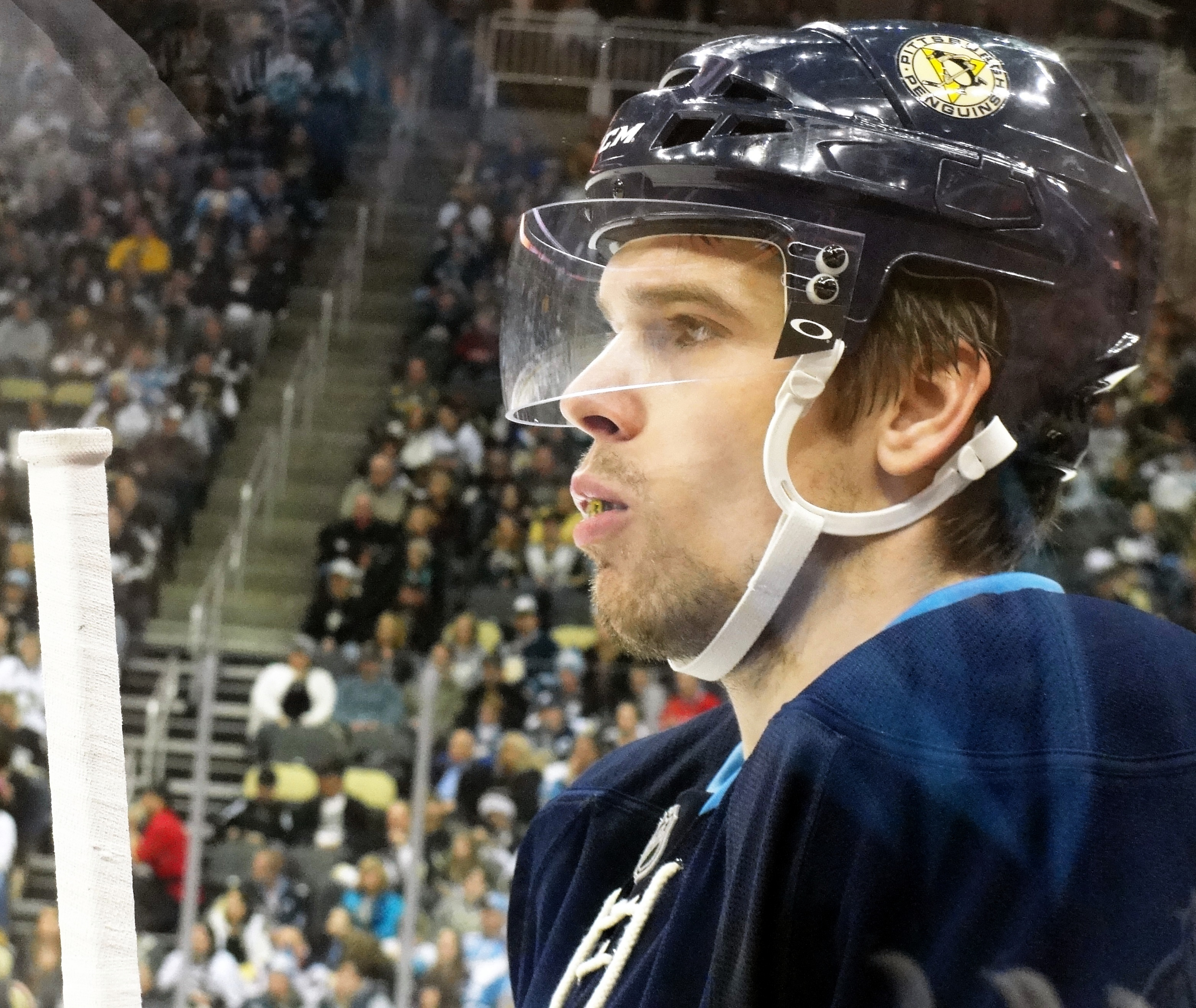
Zbyněk Michálek (* 1982)

- 1555 – Mikuláš Dačický z Heslova, český spisovatel a šlechtic († 25. září 1626)
- 1736 – Augustin Šenkýř, český hudební skladatel, varhaník, gambista a houslista († 16. ledna 1796)
- 1806 – Karel Nöttig, brněnský biskup († 1882)
- 1808 – Jan Miloslav Haněl, český lékař a národní buditel († 3. května 1883)
- 1825 – František Uher, český právník, politik, ztroskotanec († 18. září 1870)
- 1826 – Ferdinand Břetislav Mikovec, dramatik a básník († 22. září 1862)
- 1838 – Václav Šolc, básník († 14. červenec 1871)
- 1841 – Antonín Hromada, operní pěvec a režisér, hudební pedagog († 21. června 1901)
- 1869 – Adolf Šelbický, generální vikář litoměřické diecéze († 17. ledna 1959)
- 1872 – Vilém Kurz mladší, český klavírní virtuos a pedagog († 25. května 1945)
- 1889 – Eugen Dostál, historik umění († 27. ledna 1943)
- 1892 – Emanuel Vajtauer, československý nejprve levicový novinář, posléze kolaborant († ?)
- 1893
  - Kamill Resler, český právník a bibliofil († 11. července 1961)
  - Jan Sviták, český režisér, herec a scenárista († 10. května 1945)
- 1896
  - Antonín Schenk, osobní sekretář Tomaše Garrigue Masaryka († 20. května 1970)
  - Drahoš Želenský, český herec († 15. února 1959)
- 1897 – Jiří Svoboda, český hudební skladatel a pedagog († 22. května 1970)
- 1903 – Jaroslav Kašpar, příslušník zahraničního protinacistického a protikomunistického odboje († 24. ledna 1995)
- 1905 – František Tyrpekl, fotbalista, reprezentant Československa († 29. ledna 1985)
- 1908 – Viktor Palivec, básník, heraldik, knihovník a bibliograf († 30. prosince 1989)
- 1914 – Karel Šmíd, malíř, výtvarný pedagog, textař a hudební skladatel († 29. března 1985)
- 1922 – Josef Černý, ministr zemědělství České soc. rep. († 3. ledna 1971)
- 1923 – Štěpán Vlašín, literární kritik a historik († 19. ledna 2012)
- 1941 – Marek Stašek, básník, dramaturg a pedagog
- 1943 – Dan Gawrecki, historik
- 1946 – Luboš Zelený, spisovatel
- 1953 – Zdeněk Radvanovský, historik a pedagog
- 1955 – Irena Konvalinová, herečka († 20. listopadu 2015)
- 1967 – Petr Hrdlička, sportovní střelec, olympijský vítěz z LOH 1992
- 1977 – Karel Pilař, hokejista
- 1978 – Aleš Kotalík, hokejista
- 1982 – Zbyněk Michálek, hokejista
- 1987 – Taťána Kuchařová, modelka, Miss World

### Svět

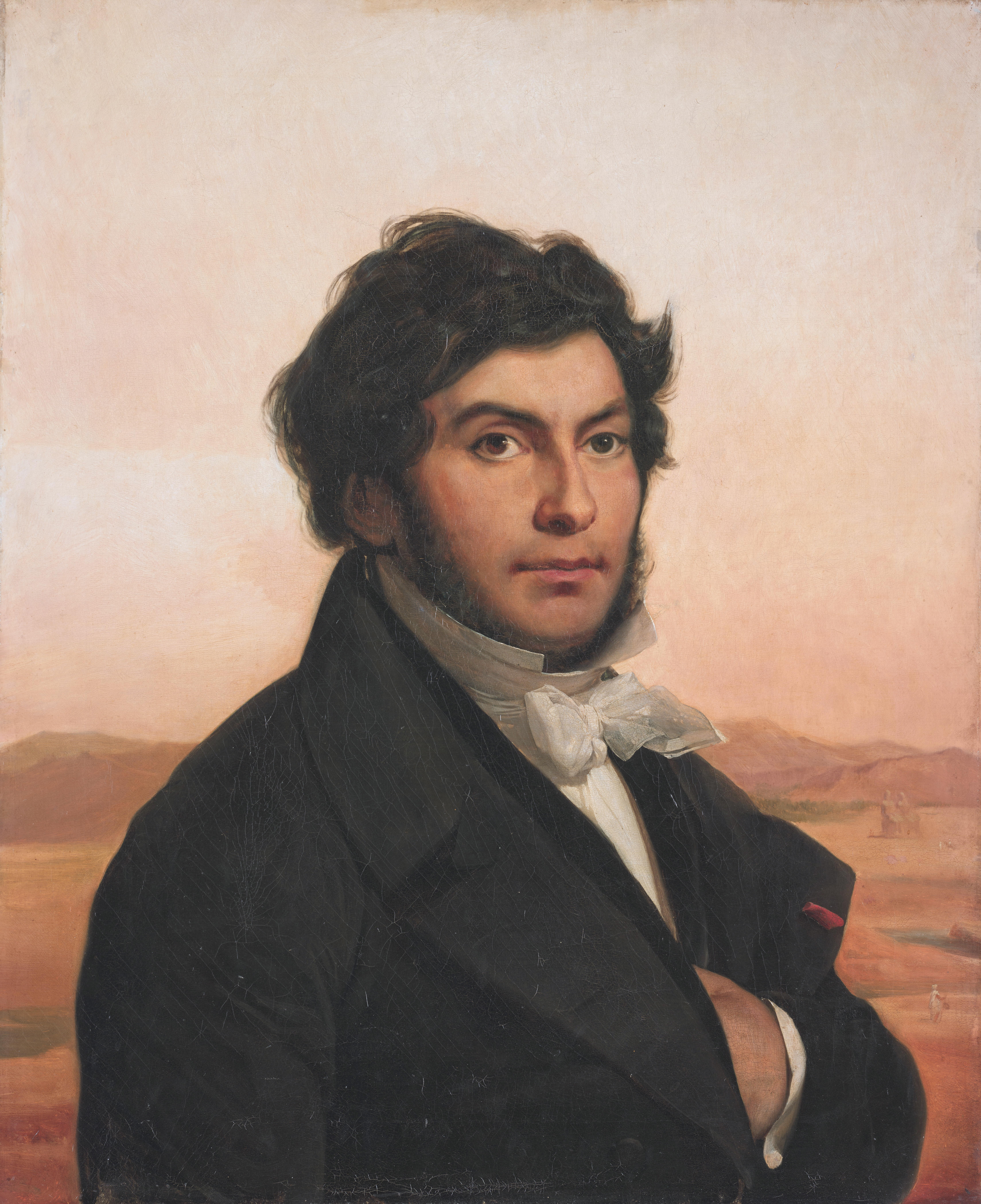
Jean-François Champollion (* 1790)

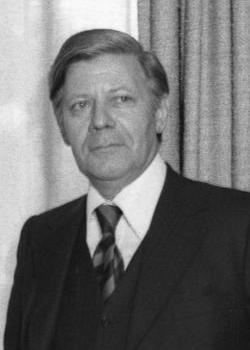
Helmut Schmidt (* 1918)

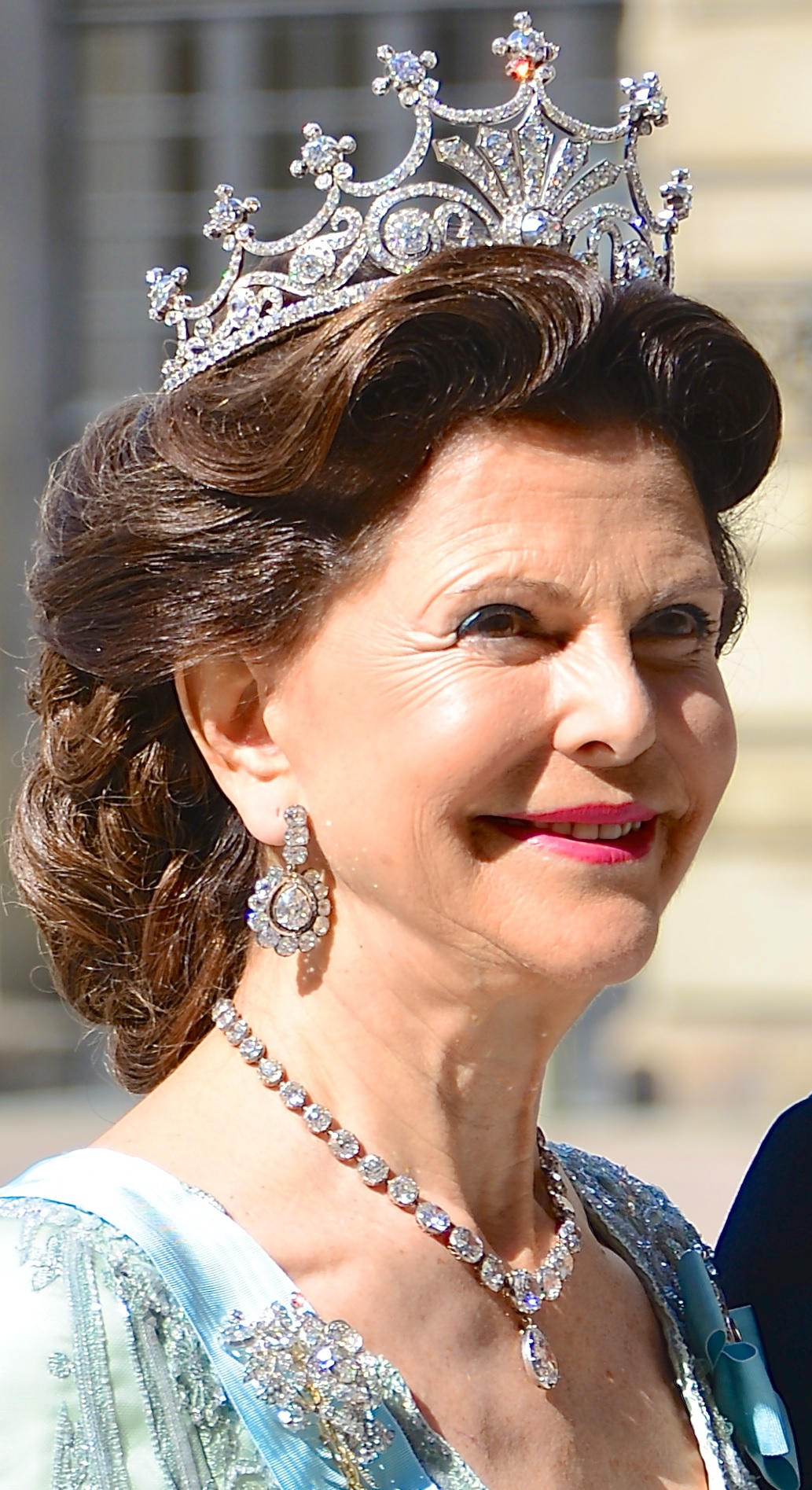
Silvia Švédská (* 1943)

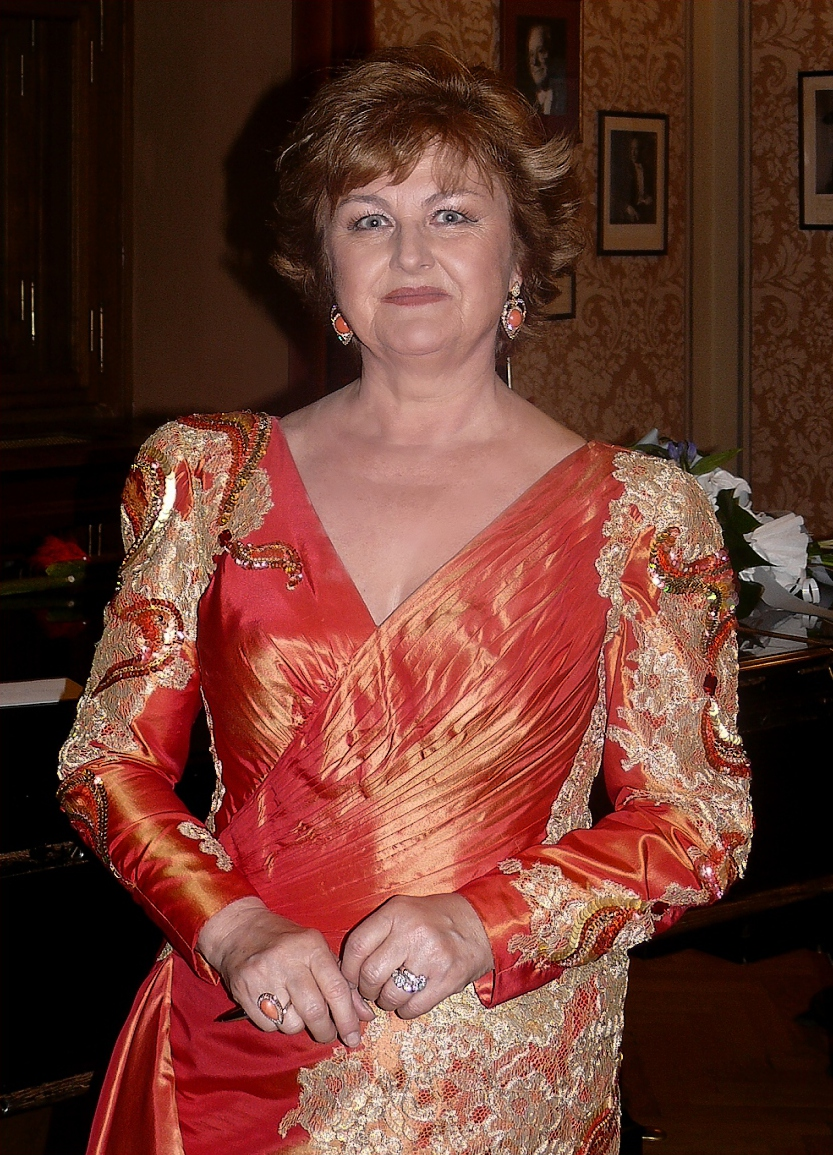
Edita Gruberová (* 1946)

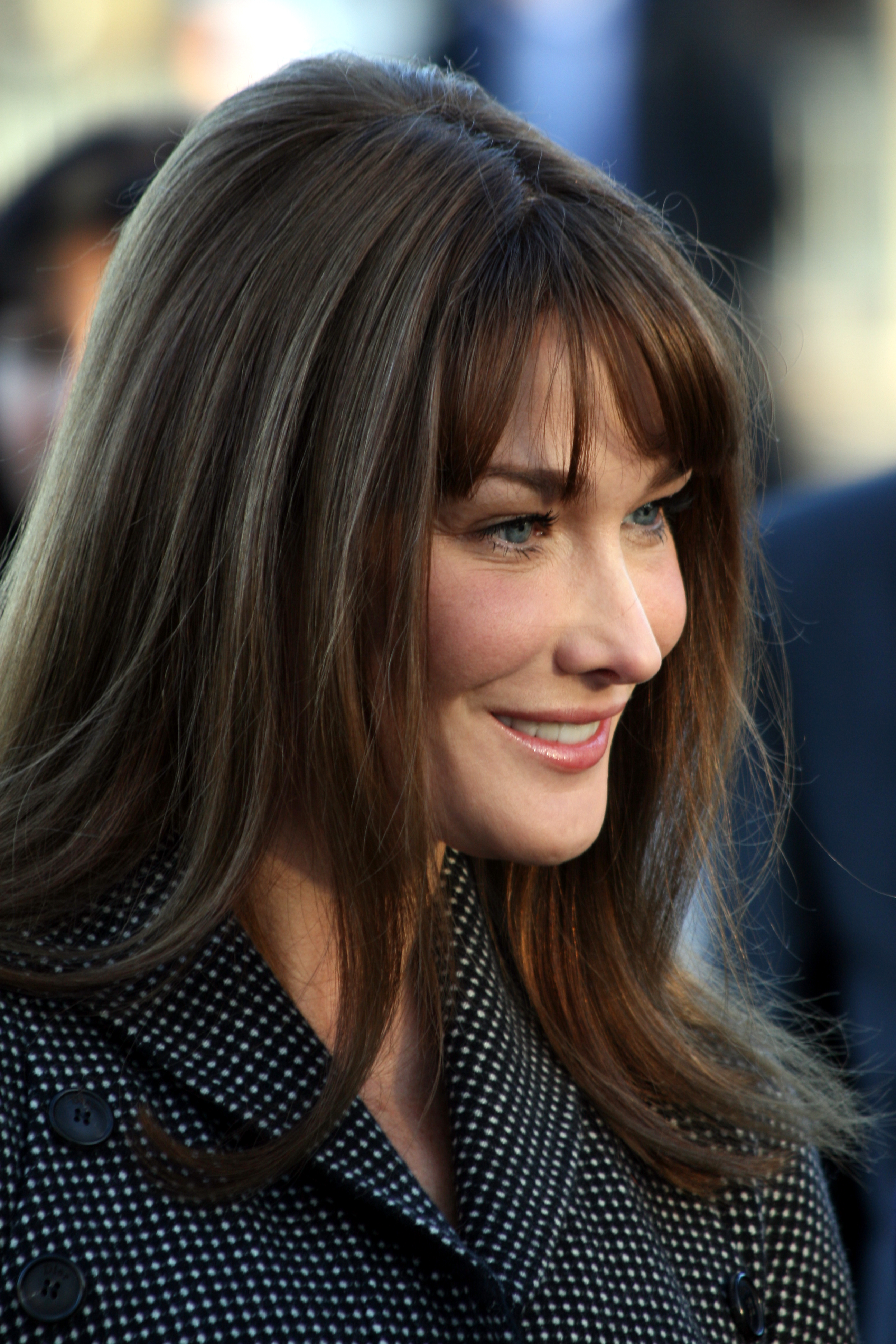
Carla Bruni (* 1967)

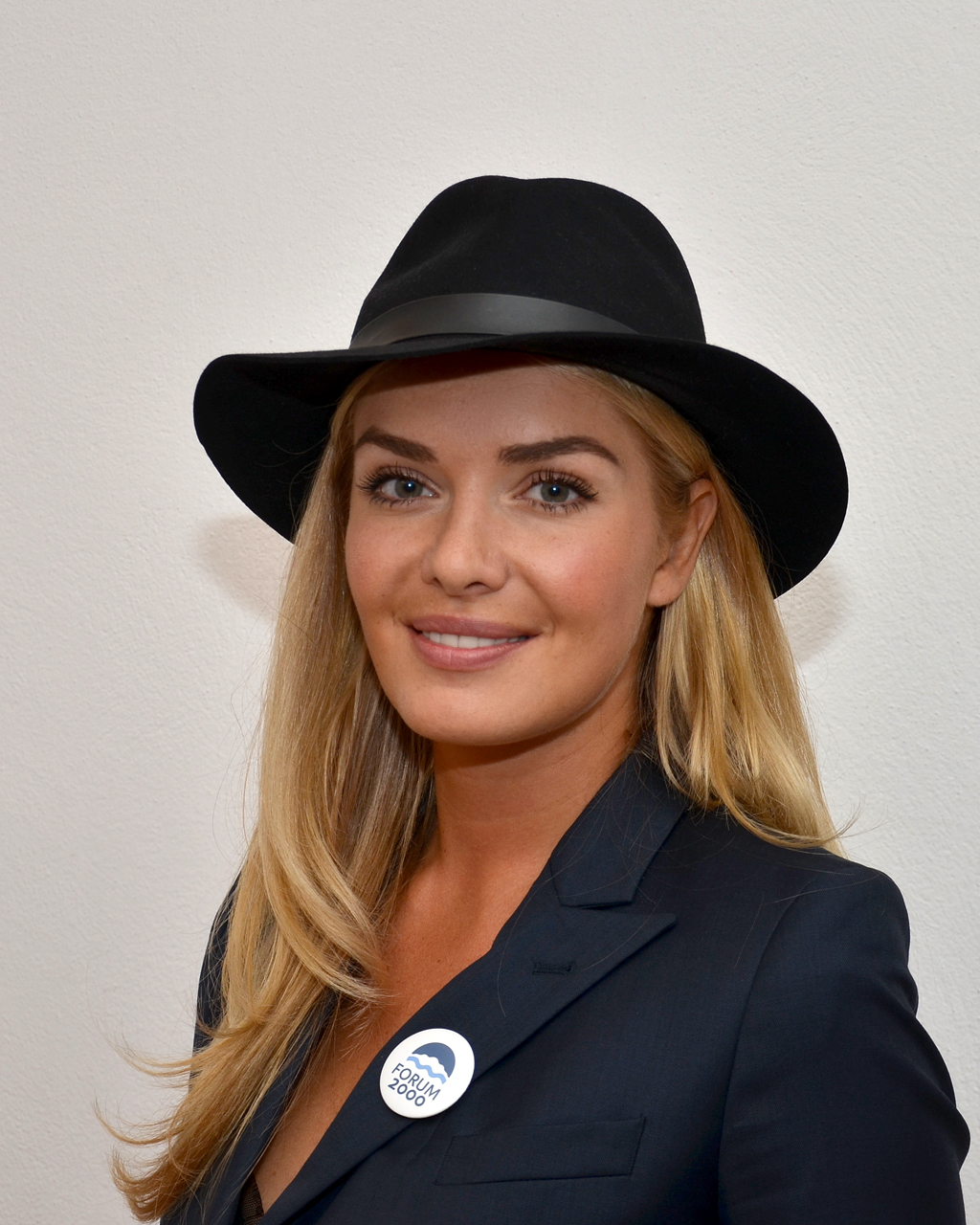
Taťána Kuchařová (* 1987)

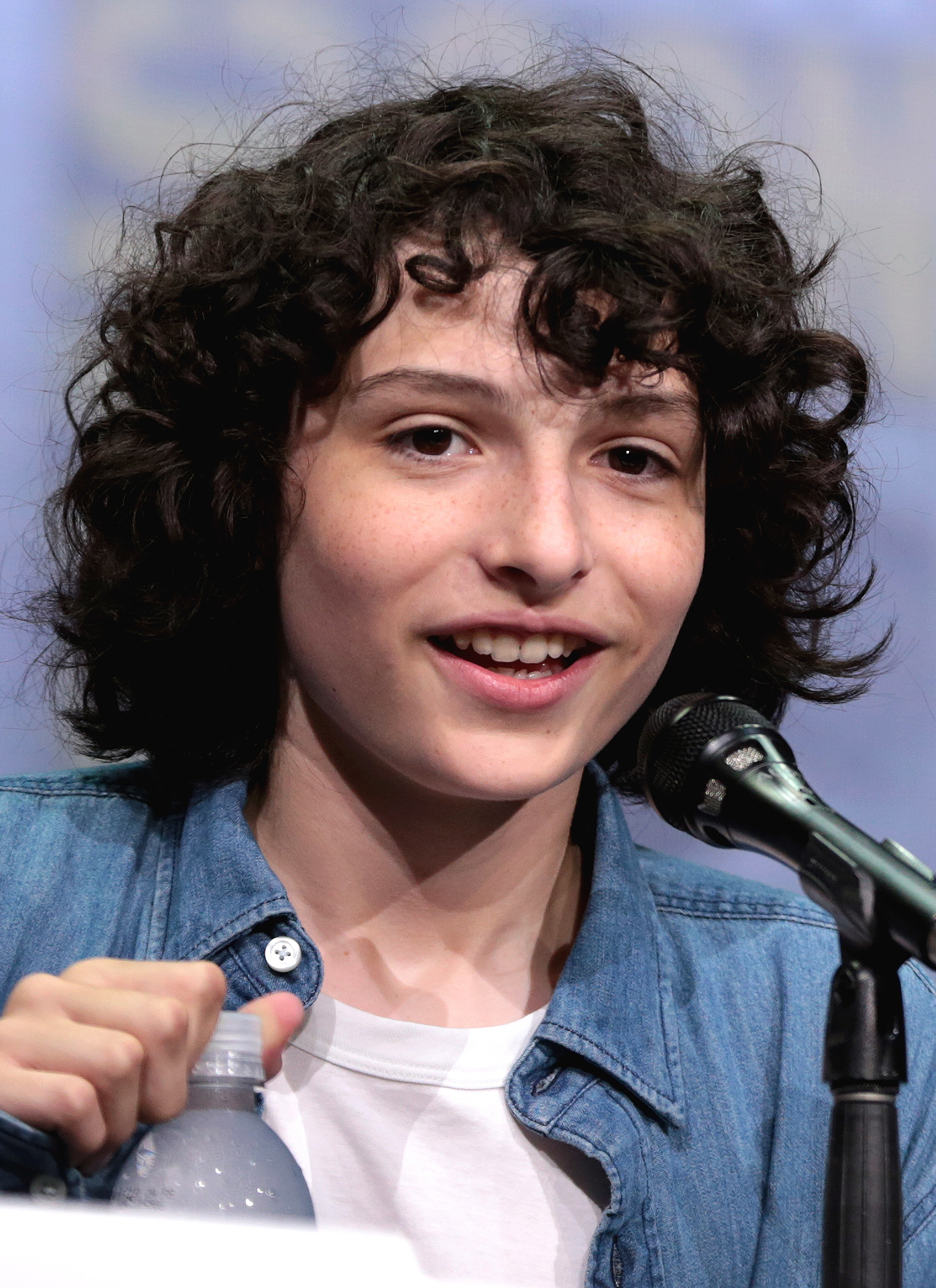
Finn Wolfhard (* 2002)

- 1173 – Ludvík I. Bavorský, vévoda bavorský a falckrabí rýnský († 15. září 1231)
- 1459 – Džem, syn osmanského sultána Mehmeda II. († 25. února 1495)
- 1525 – Jan Albrecht I. Meklenburský, vévoda meklenburský († 12. února 1576)
- 1544 – Anna Saská, manželka nizozemského místodržitele Viléma I. Oranžského († 18. prosince 1577)
- 1597 – Martin Opitz, německý básník († 20. srpna 1639)
- 1605 – Tchien-čchi, čínský císař († 30. září 1627)
- 1634 – Marie Anna Habsburská, manželka krále Filipa IV., královna španělská, neapolská a sicilská († 16. května 1696)
- 1732 – Richard Arkwright, anglický technik a vynálezce, autor spřádacího stroje († 3. srpna 1792)
- 1750 – Fridrich August I. Saský, saský král († 5. května 1827)
- 1756 – Jekatěrina Nelidovová, milenka ruského cara Pavla I. († 14. ledna 1839)
- 1777 – Alexandr I. Pavlovič, ruský car († 1. prosince 1825)
- 1790 – Jean-François Champollion, francouzský archeolog a egyptolog († 4. březen 1832)
- 1793 – Dóst Muhammad Chán, afghánský emír († 9. června 1863)
- 1794 – Anton Martius, německý přírodovědec, teolog a cestovatel († 9. března 1876)
- 1799 – Karl Brjullov, ruský malíř († 23. června 1852)
- 1804 – Charles Augustin Sainte-Beuve, francouzský spisovatel († 13. října 1869)
- 1805 – Joseph Smith ml., zakladatel mormonské církve († 27. června 1844)
- 1807 – Antonín Maria Claret, španělský arcibiskup v Santiagu de Cuba, katolický světec († 24. října 1870)
- 1810 – Karl Richard Lepsius, německý egyptolog († 10. července 1884)
- 1819 – George N. Barnard, americký fotograf († 4. února 1902)
- 1827 – Wilhelm von Tegetthoff, rakouský admirál († 7. dubna 1871)
- 1828 – Henri de Dion, francouzský konstruktér a inženýr († 13. dubna 1878)
- 1858 – Vladimir Ivanovič Němirovič-Dančenko, ruský režisér a dramatik († 25. dubna 1943)
- 1864 – Ljubica Petrović-Njegoš, rozená černohorská princezna a pozdější korunní princezna srbská († 16. března 1890)
- 1868 – Anastázie Černohorská, princezna černohorská, velkokněžna ruská († 25. listopadu 1935)
- 1870 – John Marin, americký malíř († 2. října 1953)
- 1885 – Dobrivoje Božić, srbský inženýr a vynálezce († 13. října 1967)
- 1889
  - Emil Brunner, švýcarský evangelický teolog († 6. dubna 1966)
  - János Kmetty, maďarský malíř († 16. listopadu 1975)
- 1891 – Cy Denneny, kanadský hokejista († 10. září 1970)
- 1893 – Luc Benoist, francouzský historik umění († 1980)
- 1896 – Giuseppe Tomasi di Lampedusa, italský spisovatel († 23. července 1957)
- 1900 – Arnold Bode, německý malíř a kurátor († 1977)
- 1902 – Charan Singh, pátý premiér Indie († 29. května 1987)
- 1903 – Bolesław Kominek, polský arcibiskup a kardinál († 10. března 1974)
- 1907 – Avraham Stern, židovský básník a zakladatel radikální skupiny Lechi († 12. února 1942)
- 1908 – Yousuf Karsh, kanadský fotograf († 13. července 2002)
- 1910
  - Marie Mercedes Bourbonsko-Sicilská, matka Juana Carlose I., krále Španělska († 2. ledna 2000)
  - Seweryn Butrym, polský divadelní, filmový a televizní herec a divadelní režisér († 1981)
- 1913
  - Margit Anna, maďarská malířka († 4. června 1991)
  - Mahmud Namik Efendi, osmanský princ a vnuk sultána Mehmeda V. († 13. listopadu 1963)
- 1914 – Dezider Kardoš, slovenský hudební skladatel a pedagog († 18. března 1991)
- 1918 – Helmut Schmidt, německý politik SPD, spolkový kancléř Západního Německa
- 1922 – Micheline Ostermeyerová, francouzská olympijská vítězka ve vrhu koulí († 18. října 2001)
- 1925 – Pierre Bérégovoy, premiér Francie († 1. května 1993)
- 1926
  - Helmut Baierl, německý spisovatel († 19. září 2005)
  - Jorge Medina Estévez, chilský kardinál
  - Vitalij Kyrejko, ukrajinský hudební skladatel a pedagog
- 1929
  - Walter Schamschula, německý slavista, literární historik a překladatel
  - Chet Baker, americký jazzový trumpetista († 13. května 1988)
- 1931 – Maria Tipo, italská koncertní klavíristka
- 1933 – Akihito, japonský císař
- 1935 – Vladislav Volkov, sovětský letecký inženýr a kosmonaut († 29. června 1971)
- 1936
  - Muhammad Ali, americký jazzový bubeník
  - Viktor Krupa, slovenský jazykovědec († 14. února 2021)
- 1937 – Karol Joseph Bobko, americký astronaut
- 1940
  - Mamnún Husajn, pákistánský prezident
  - Jorma Kaukonen, americký kytarista
- 1941
  - Tim Hardin, americký folkový hudebník a skladatel († 29. prosince 1980),
  - Jean Gachassin, francouzský ragbista a sportovní funkcionář
- 1942 – Quentin Bryceová, australská politička
- 1943
  - Harry Shearer, americký komediální herec a spisovatel
  - Silvia Švédská, švédská královna
  - Michail Gromov, ruský matematik
- 1944
  - Samuel Mockbee, americký architekt († 30. prosince 2001)
  - Wesley Clark, americký generál
- 1945
  - Ron Bushy, americký bubeník, člen Iron Butterfly († 29. srpna 2021)
  - Raymond Elias Feist, americký autor fantasy literatury
- 1946
  - Jefim Fištejn, český publicista, esejista a scenárista
  - Edita Gruberová, slovenská sopranistka
- 1947 – Graham Bonnet, britský rockový zpěvák-skladatel
- 1949
  - Adrian Belew, americký kytarista a zpěvák
  - Ivan Kostov, premiér Bulharska
- 1950
  - Cyro Baptista, brazilský jazzový perkusionista
  - Vicente del Bosque, španělský fotbalista a trenér
  - Brigitte Lacombe, francouzská fotografka
- 1951 – Anthony Phillips, britský hudebník
- 1953 – Marián Geišberg, slovenský herec, písničkář, spisovatel a humorista († 10. listopadu 2018)
- 1956
  - Stephen Bray, americký skladatel, bubeník a hudební producent
  - Jesús Huerta de Soto, španělský ekonom a politický filosof
  - Dave Murray, anglický kytarista
  - Michele Alboreto, italský pilot F1 († 25. dubna 2001)
- 1958 – Paula-Mae Weekesová, prezidentka Trinidadu a Tobaga
- 1959 – Demet Akbağ, turecká divadelní a filmová herečka
- 1962 – Stefan Hell, rumunsko-německý fyzik, nositel Nobelovy ceny za chemii
- 1964 – Eddie Vedder, zpěvák skupiny Pearl Jam
- 1965 – Daina Gudzinevičiūtėová, litevská sportovní střelkyně
- 1967 – Carla Bruni, francouzská modelka, manželka francouzského exprezidenta Nicolase Sarkozyho
- 1968 – Manuel Rivera-Ortiz, dokumentární fotograf
- 1970 – Catriona LeMayová-Doanová, kanadská rychlobruslařka
- 1976
  - Mikael Samuelsson, švédský lední hokejista
  - Giba, brazilský volejbalista
- 1985 – Alison Sudol, americká zpěvačka
- 1987 – Jori Lehterä, finský hokejista
- 1992 – Jeffrey Schlupp, ghanský fotbalista
- 1997 – Luka Jović, srbský fotbalista
- 1998 – Kaden Groves, australský silniční cyklista
- 2000 – Victor Boniface, nigerijský fotbalista
- 2002 – Finn Wolfhard, kanadský herec a hudebník

## Úmrtí

### Česko
- 1380 – Jan IX. ze Středy, biskup, kancléř císaře Karla IV (* 1310)
- 1605 – Václav Krocín starší z Drahobejle, primátor Starého Města pražského (* 1532)
- 1745 – Jan Dismas Zelenka, český skladatel (pokřtěn 16. října 1679)
- 1867 – Jan Michalička, český kantor a hudební skladatel (* 1791)
- 1911 – Karl Hoschna, americký skladatel a hobojista českého původu (* 16. srpna 1877)
- 1914 – Josef Kotek, novinář, příslušník prvního odboje (* 17. června 1883)
- 1930 – Johann Tschapek, československý politik německé národnosti (* 27. března 1875)
- 1933 – Otakar Nekvasil, československý stavební podnikatel a politik (* 30. srpna 1869)
- 1935 – Václav Sochor, malíř (* 7. října 1855)
- 1936 – Karel Navrátil, český novinář a hudební skladatel (* 24. dubna 1867)
- 1943 – Emanuel Hrubý, československý politik (* 21. května 1865)
- 1948 – Matouš Mandl, poslední purkmistr Plzně (* 27. ledna 1865)
- 1949 – Otakar Vindyš, hokejista (* 9. dubna 1884)
- 1952 – Alois Soldát, kněz a profesor kanonického práva (* 12. července 1862)
- 1954 – Valér Ferenczy, maďarský malíř (* 22. listopadu 1885)
- 1974 – František Salzer, herec a režisér (* 30. srpna 1902)
- 1969 – Bohumil Jahoda, sochař a designér (* 11. června 1910)
- 1987 – Aleš Drvota, český zpěvák (* 28. července 1954)
- 1991 – Bořivoj Zeman, český filmový režisér a scenárista (* 6. března 1912)
- 1994 – Ivo Toman, český scenárista a filmový režisér (* 10. března 1924)
- 1996 – Ivan Párkányi, rusínský politik, guvernér Podkarpatské Rusi, ministr vlády ČSR (* 1. ledna 1896)
- 2001 – Eustach Bittner, numismatik a muzejní pracovník (* 26. března 1912)
- 2003 – Jaromír Ptáček, český dramatik, dramaturg, grafik a herec (* 17. prosince 1925)
- 2006 – Josef Pukl, varhaník, klavírista a hudební skladatel (* 5. února 1921)
- 2009 – Ivan Saxl, český matematik a fyzik (* 19. července 1936)
- 2012 – Zdenek Slouka, novinář a politolog (* 13. srpna 1923)
- 2014
  - Přemek Podlaha, český moderátor a publicista (* 13. června 1938)
  - František Maryška, kriminalista (objevitel Relikviáře sv. Maura) (* 1946)
- 2016 – Luba Skořepová, herečka (* 21. září 1923)

### Svět
- 910 – Svatý Naum, učedník a spolupracovník sv. Cyrila a Metoděje (* kolem 830)
- 1556 – Nicholas Udall, anglický dramatik (* 1504)
- 1588 – Jindřich I. de Guise, vůdce Katolické ligy (* 31. prosince 1550)
- 1619
  - Jan Zikmund Braniborský, braniborský kurfiřt a pruský vévoda (* 8. listopadu 1572)
  - Ökuz Mehmed Paša, osmanský státník a velkovezír (* ?)
- 1688 – Jean-Louis Lully, francouzský hudební skladatel (* 24. září 1667)
- 1705 – Luisa Doretea Pruská, pruská a hesensko-kasselská princezna (* 29. září 1680)
- 1744 – Alžběta Charlotta Orleánská, vévodkyně lotrinská (* 13. září 1676)
- 1762 – Johanna Gabriela Habsbursko-Lotrinská, dcera Marie Terezie (* 1750)
- 1763 – Antoine François Prévost, francouzský spisovatel (* 1. dubna 1697)
- 1797 – Fridrich II. Evžen Württemberský, vévoda württemberský (* 21. ledna 1732)
- 1805 – Francis Masson, skotský botanik (* 1741)
- 1808 – Fjodor Rokotov, ruský malíř (* 1735)
- 1815 – Jan Potocki, polský spisovatel, historik a cestovatel (* 8. března 1761)
- 1823 – Johann Gebhard Maass, německý filozof a psycholog (* 26. února 1776)
- 1831 – Emilia Plater, polská hraběnka z rodu Platerů a revolucionářka (* 13. listopadu 1806)
- 1834 – Thomas Robert Malthus, anglický ekonom (* 1766)
- 1857 – Achille Devéria, francouzský malíř (* 6. února 1800)
- 1890 – Mary Pearceyová, anglická vražedkyně (* 1866)
- 1893 – Jules Beaujoint, francouzský romanopisec (* 12. července 1830)
- 1903 – Leopoldina Bádenská, princezna z Hohelohe-Langenburgu (* 22. února 1837)
- 1895 – John Russell Hind, britský astronom (* 12. května 1823)
- 1902 – Émile Nagant, belgický výrobce a konstruktér zbraní (* 1830)
- 1907 – Pierre Janssen, francouzský fyzik a astronom (* 22. února 1824)
- 1918 – Thérèse Schwartze, nizozemská malířka (* 20. prosince 1851)
- 1931 – Wilson Bentley, americký fotograf sněhových vloček (* 9. února 1865)
- 1939 – Anthony Fokker, nizozemský letecký konstruktér a výrobce letadel (* 6. dubna 1890)
- 1942 – Konstantin Balmont, ruský symbolistický básník (* 15. červen 1867)
- 1943 – James E. Kyes, americký námořní důstojník, hrdina (* 16. dubna 1906)
- 1948 – Hideki Tódžó, japonský generál a politik (* 30. prosince 1884)
- 1952 – Vasilij Erošenko, ruský esperantský spisovatel (* 12. ledna 1890)
- 1953 – Lavrentij Pavlovič Berija, sovětský politik a Stalinův osobní přítel (* 29. března 1899)
- 1957 – Vladimir Levstik, slovinský spisovatel (* 19. ledna 1886)
- 1959 – Edward Frederick Lindley Wood, britský konzervativní politik (* 16. dubna 1881)
- 1966 – Heimito von Doderer, rakouský spisovatel (* 5. září 1896)
- 1969 – Tiburcio Carías Andino, prezident Hondurasu (* 15. března 1876)
- 1970
  - Elyesa Bazna, německý špion, krycí jméno Cicero (* 28. července 1904)
  - Aleksander Warma, předseda estonské exilové vlády (* 22. června 1890)
- 1972 – Andrej Nikolajevič Tupolev, sovětský letecký konstruktér (* 1888)
- 1973 – Gerard Peter Kuiper, nizozemský astronom (* 1905)
- 1985 – Princ Bira, thajský princ a automobilový závodník (* 1914)
- 1986 – Robert Gordon Wasson, americký spisovatel, bankéř a amatérský biolog (* 22. září 1898)
- 1996 – Ivan Párkányi, poslední guvernér Podkarpatské Rusi, ministr čs. vlády (* 1. ledna 1896)
- 1998 – Anatolij Rybakov, ruský spisovatel (* 14. ledna 1911)
- 2001 – Jelle Zijlstra, premiér Nizozemska (* 27. srpna 1918)
- 2004 – Pamulaparti Venkata Narasimha Rao, indický politik (* 28. června 1921)
- 2007 – Oscar Peterson, kanadský jazzový pianista (* 15. srpna 1925)
- 2009
  - Edward Schillebeeckx, belgický teolog a dominikán (* 12. listopadu 1914)
  - Feocharij Kessidi, řecký historik filosofie (* 13. března 1920)
- 2011 – Ladislav Nižňanský, důstojník československé armády, kolaborant (* 1917)
- 2013
  - Yusef Lateef, americký multiinstrumentalista (* 1920)
  - Jeff Pollack, americký režisér, scenárista a producent (* 15. listopadu 1959)
  - Michail Kalašnikov, ruský konstruktér pěchotních zbraní (* 10. listopadu 1919)
- 2016 – Piers John Sellers,  anglo-americký meteorolog a astronaut (* 11. dubna 1955)
- 2018
  - Alfred Bader, kanadský chemik, podnikatel, filantrop a sběratel umění (* 28. dubna 1924)
  - Elias Menachem Stein, americký matematik (* 13. ledna 1931)
- 2020 – James Edwin Gunn, americký spisovatel (* 12. července 1923)

## Svátky

### Česko
- Vlasta

### Svět
- Festivus, sekulární svátek

## Pranostiky

### Česko
- Svatá Viktorie obrázky na okna ryje.
- Na svatou Vlastu, vezměte si vestu!

| 23. prosinec v pražském KlementinuÚdaje jsou platné k 11. 3. 2025. | 23. prosinec v pražském KlementinuÚdaje jsou platné k 11. 3. 2025. | 23. prosinec v pražském KlementinuÚdaje jsou platné k 11. 3. 2025. |
| minimum                                                            | denní průměr                                                       | maximum                                                            |
| ------------------------------------------------------------------ | ------------------------------------------------------------------ | ------------------------------------------------------------------ |
| −21,2 °C (1899)                                                    | 1,2 °C (od 1961)                                                   | 12,9 °C (2015)                                                     |